# Castello di Czersk
Il castello di Czersk (anche castello dei duchi di Masovia) è un edificio fortificato presente nel villaggio di Czersk, in Polonia. Le sezioni più antiche risalgono al basso medioevo.

## Storia
Le prime tracce di fortificazioni a Czersk risalgono all'inizio del XII secolo, quando nel villaggio era presente un semplice fortino sotto controllo di Magnus, conte di Breslavia, la cui tomba, molto ben conservata, esiste ancora nel cortile del castello. In precedenza invece il sito era usato come luogo di sepoltura dagli antichi Slavi. Tracce di incendi e successive ricostruzioni indicano che già in questo periodo la zona era fortemente contesa tra le locali popolazioni.
Nel 1142 il castello, di proprietà del futuro re Boleslao IV di Polonia, venne saccheggiato dal duca Ladislao II l'Esiliato. Per un periodo quindi il forte rimase in rovina, venendo nuovamente usato come cimitero; gli scavi moderni al castello di Czersk hanno riportato alla luce più di 800 scheletri umani risalenti a questo periodo, molti dei quali completi. Nonostante l'ormai avvenuta cristianizzazione della Polonia, i monili e gli ornamenti ritrovati nelle tombe di Czersk suggeriscono il perpetuarsi di pratiche funerarie pagane nella zona.
Dopo quasi un secolo le rovine divennero proprietà del granduca Corrado I di Polonia, che fece ricostruire il castello, distruggendo in questo modo una parte delle sepolture presenti. Ulteriori lavori di ampliamento furono effettuati alcuni decenni più tardi dal duca Trojden I di Masovia. Nel nuovo castello fu anche costruita una chiesa romanica, che nel XVI secolo fu fatta ristrutturare dalla regina Bona Sforza. L'edificio era comunque usato solo sporadicamente, tanto che nel 1660 era già in rovina. L'ultima ristrutturazione del castello avvenne negli anni 1760.